# Hemerodromia dorsata
Hemerodromia dorsata är en tvåvingeart som först beskrevs av Axel Leonard Melander 1928.  Hemerodromia dorsata ingår i släktet Hemerodromia och familjen dansflugor. Inga underarter finns listade i Catalogue of Life.